# 루벤 부리아니
루벤 부리아니(이탈리아어: Ruben Buriani ˈruːbem buˈrjaːni[*], 1955년 3월 16일, 에밀리아-로마냐 주 포르토마조레 ~)는 이탈리아의 전 축구 선수로, 현역 시절 미드필더로 활약했다. 은퇴 후, 그는 밀란 유소년부의 단장을 역임했다.

## 클럽 경력
부리아니는 7시즌 동안 밀란, 체세나, 로마, 그리고 나폴리 소속으로 세리에 A 경기에 출전했다.(1977년과 1982년 사이 165경기 출전, 10골 기록) 그는 중상으로 인해 1985년에 일찍 축구화를 벗었다. 그는 밀란 소속으로 1978-79 시즌에 세리에 A를 우승하기도 했다. 그는 1977년 9월 11일에 1-1로 비긴 피오렌티나와의 세리에 A 원정 경기에서 밀란 신고식을 치렀다. 그러나, 그는 1982년에 소속 구단이 역사상 2번째로 세리에 B 강등을 당하면서 구단을 떠났다. 그는 도합 180번의 경기에 출전해 14골을 기록했는데, 13골은 146번 출전했던 세리에 A 무대에서 기록했다.

## 국가대표팀 경력
이탈리아 국가대표팀에서 부리아니는 2번 교체로 출전했는데, 둘 모두 안방에서 열린 유로 1980을 앞두고 치른 경기로, 대회 본선에서 엔초 베아르초트 감독이 이끄는 이탈리아는 이 대회 3위 결정전에서 패해 대회를 4위로 마감했다.

### 국가대표팀 출전 기록
| #  | 날짜            | 개최지 | 상대     | 결과  | 대회     |
| -- | --------------- | ------ | -------- | ----- | -------- |
| 1. | 1980년 2월 16일 | 나폴리 | 루마니아 | 2 – 1 | 친선경기 |
| 2. | 1980년 4월 19일 | 토리노 | 폴란드   | 2 – 2 | 친선경기 |

## 경기 방식
근면하고 이타적인 선수인 부리아니는 지칠 줄 모르는 체력을 지닌 미드필더였다.

## 수상

### 클럽
밀란
- 세리에 A: 1978–79.
- 세리에 B: 1980–81.
- 미트로파컵: 1981–82.

몬차
- 코파 이탈리아 세리에 C: 1974–75.
- 세리에 C: 1975–76.

### 개인
- 밀란 명예의 전당[2]